# Shama des Seychelles
Copsychus sechellarum
Espèce
Statut de conservation UICN

 EN D : En danger
Le Shama des Seychelles (Copsychus sechellarum) est une espèce de passereau appartenant à la famille des muscicapidés. Elle est présente sur les billets de 25 roupies seychelloise.